# Félizé Regnardová
Félize Regnardová (1424–1475) byla dvorní dáma na francouzském královském dvoře. Kromě toho, že byla dvorní dámou francouzské královny Šarloty Savojské, tak také byla metresou francouzského krále Ludvíka XI.
Jejím otcem byl Aymar Regnard, pán de Saint Didier, a její první manžel byl Jean Pic († 1452). Jako vdova se stala dvorní dámou a s Ludvíkem XI. měla dceru Guyette de Valois. Znovu se provdala za Charlese de Seillons.